# Lupus Hellinck
Lupus Hellinck, ook Wulfaert (vermoedelijk Axel, 1493 of 1494 – Brugge, ca. 14 januari 1541) was een vooraanstaande Vlaamse polyfonist, componist van missen en van Duitse koralen en van motetten. Hoewel hij zijn leven lang rooms-katholiek bleef, lijkt zijn muziek reformatorische sympathieën te weerspiegelen; drie van zijn motetten – waaronder een beroemde zetting van In te domine speravi – ontstonden waarschijnlijk onder invloed van de in gevangenschap ontstane geschriften van de martelaar-hervormer Girolamo Savonarola.

## Leven

### Jeugd
Hellinck werd vermoedelijk geboren in Axel. Weinig is over hem bekend uit de periode die voorafgaat aan die waarin hij in de archieven op 24 maart 1506 opduikt als koorknaap aan de Brugse Sint-Donaaskerk. In 1511 verliet hij die om elders school te lopen en hij keerde er, als geestelijke, pas in 1513 terug om er te blijven tot 1515.

### Italië
Over zijn activiteiten tijdens de volgende vier jaar zijn we ingelicht sinds het in 1989 gepubliceerde archiefmateriaal uit het Vaticaan, dat een nieuw licht werpt op de periode waarin hij in Rome verbleef. Een van deze documenten, daterend van april 1518, geeft zijn leeftijd op als 24 jaar, waaruit men kan opmaken dat hij in 1493 of 1494 werd geboren. Hij was toen een lid van de hofhouding van Paus Leo X en omstreeks 1518 werd hij tot priester gewijd. Enige verwarring is ontstaan doordat de muziektheoreticus en auteur Vincenzo Galilei, vader van de beroemde sterrenkundige, een zekere "Lupus" uit het noorden van Europa vermeldt in een lijst van vooraanstaande muzikanten die in 1513 aan het hof van Paus Leo X verbleven. Wat er ook van zij, Vincenzo schreef hierover pas verschillende decennia later.
Tegen juni 1518 was waarschijnlijk een “Lupus” actief in Ferrara, in dienst bij Sigismondo d'Este (dat het hier om Lupus Hellinck gaat, staat echter niet vast; wel is een consensus onder geleerden ontstaan dat het toch om dezelfde persoon zou gaan).

### Brugge
In 1519 keerde Hellinck naar de Nederlanden terug. In de maand oktober 1519 was hij opnieuw in Brugge en verbonden aan de Sint-Donaaskerk. In 1521 werd hij succentor aan de nabijgelegen Onze-Lieve-Vrouwekerk. In 1523 was hij opnieuw verbonden aan de Sint-Donaaskerk, in dezelfde betrekking.
Het lijkt erop dat Hellinck in Brugge is gebleven gedurende de rest van zijn leven. Er is een gebeurtenis in zijn leven opgetekend die een aanwijzing geeft aangaande zijn houding tegenover de Reformatie: zijn deelneming in 1539 aan een toneelwedstrijd in Gent met een stuk dat later door de Katholieke Kerk is opgenomen in haar Index van verboden boeken. Samen met zijn wijdverspreide zetting van het In te domine speravi en zijn twee zettingen van het Miserere (respectievelijk psalm 6 en psalm 50), die alle worden geacht een eerbetoon te zijn aan de terechtgestelde hervormer Savonarola, zou hiermee zijn sympathie voor de Reformatie zijn aangetoond, als hij al niet actief bij de reformatorische beweging betrokken zou zijn geweest.

## Muziek en navolging
Hellinck schreef missen, motetten, Duitse koralen, Franse chansons en Nederlandse liederen. Al zijn missen maken gebruik van de parodietechniek en vele zijn voortgesproten uit zijn eigen motetten. Stilistisch zijn ze contrapuntisch en bijzonder samenhangend, met vele geheel of gedeeltelijk herhaalde passages. Contrasterende homofone delen duiken open: bijvoorbeeld de passage et incarnatus est, die gewoonlijk gezet is in traag voortbewegende akkoorden, een hogelijk doeltreffende werkwijze die ook door Josquin Desprez wordt aangewend, bijvoorbeeld in de Missa Pange Lingua. Hellincks afsluitende "Agnus Dei”-secties zijn gewoonlijk samengesteld uit materiaal dat al eerder in de mis gebruikt is, teneinde de gehele compositie thematische samenhang te verlenen op een wijze die compositorische technieken aankondigt van pas honderden jaren later.
Hellincks motetten hebben de belangstelling gewekt van geleerden van onze tijd vanwege het mogelijk verband met de geschriften van Savonarola. Hellinck verbleef een tijd aan het hof van de d'Estes in Ferrara - de geboorteplaats van de grote hervormer - waar Savonarola nog steeds in hoog aanzien stond en waar kritiek op het pauselijke instituut op gecontroleerde wijze nog mogelijk was. Savonarola schreef in gevangenschap, na op de pijnbank te zijn gefolterd en nog slechts enkele dagen voor zijn terechtstelling, twee vurige beschouwingen over de psalmen: "Infelix ego" en "Tristitia obsedit me" (respectievelijk op psalm 50 en 30). Deze teksten bleven zeer geliefd bij componisten van motetten gedurende de 16de eeuw, en wel in het bijzonder in streken op enige afstand van Rome, plaatsen die actief betrokken raakten bij de Reformatie. Wat er ook van zij, alvorens deze teksten effectief woordelijk werden getoonzet, verwezen componisten er op verholen wijze al naar, zoals in het geval van Hellincks motetten, gegrond op de psalmen 30 en 50, of zoals in Josquins eigen beroemde zetting van het Miserere.
Hellincks drie door Savonarola geïnspireerde motetten werden wellicht alle in Ferrara uitgeschreven. Aangenomen wordt dat "In te domine speravi" dateert uit 1518 of 1519, al kan het ook kort na Hellincks terugkeer in Brugge zijn geschreven. De eerste van twee zettingen van het "Miserere", "Miserere mei deus", gebaseerd op een verzameling psalmverzen en stilistisch verwant aan Josquins "Miserere"-zetting, is bewaard in een Italiaanse bron die omstreeks 1520 is gekopieerd en werd allicht in Ferrara gecomponeerd. De andere, Miserere mei domine, gaat uit van Psalm 6 en is ook verwant aan Josquins zetting die twee decennia eerder gecomponeerd werd in Ferrara.
Later in zijn leven schreef Hellinck elf Duitse koraalzettingen in motetstijl.
De koraalmelodie ligt in de tenor, maar verschilt ritmisch van de andere stemmen. Het bestaan van deze stukken versterkt eveneens het vermoeden dat hij de protestantse hervorming gunstig gezind was.
Postuum verschenen van Lupus Hellinck enkele liederen in de twee "musyck boexkens" uit 1551 van Tielman Susato (een bloemlezing van liederen op Nederlandse tekst), namelijk "Jann moije, Janne moije, al claer, al claer" (dat in 1572 door muziekdrukker Petrus Phalesius wordt overgenomen in zijn bloemlezing van Nederlandse liederen), "Compt alle uut bij twee bij drije" en "Nieuwe almanack ende pronosticatie".

## Trivia
- Theun de Vries heeft deze componist als hoofdpersoon genomen in zijn roman Het motet voor de kardinaal (1960).